# Nederluleå socken
Nederluleå socken (1340-tal till 1831 Luleå socken) ligger i Norrbotten, uppgick 1969 i Luleå stad och området ingår sedan 1971 i Luleå kommun och motsvarar från 2016 Nederluleå distrikt.
Socknens areal var den 1 januari 1961 1 202,50 kvadratkilometer, varav 1 123,07 km² land. År 2000 fanns här 25 754 invånare. Tätorterna Avan, Måttsund, Antnäs, Ersnäs, Bergnäset, Alvik, Bälinge, Klöverträsk, Södra Sunderbyn, Bensbyn, Rutvik, Persön, Kallax och Brändön samt tätorten och kyrkbyn Gammelstad med Gammelstads kyrkstad och sockenkyrkan Nederluleå kyrka ligger i socknen.

## Administrativ historik
1327 omtalas Skellefteå socken som den nordligaste bygden vid Bottniska viken. I ett dokument från 1330-talet räknas Luleå som kapellförsamling under Piteå, men redan på 1340-talet är ordningen den omvända och Luleå är moderförsamling till Piteå och Torneå som räknas som kapell. Lule socken sträckte sig då från kusten till norska gränsen, och omfattade även Kalix och Torne älvdalar. 1413 upprättas en skattebok under Erik av Pommern och då finns Piteå socken och Torneå socken - dessa har alltså bildats någon gång mellan 1340-talet och 1413. På 1480-talet omtalas Kalix socken för första gången och verkar vara utbruten ur Luleå socken. År 1607 utbröts Jokkmokks socken (ur vilken Gällivare socken i sin tur utbröts 11 oktober 1742). Luleå stad utbröts 1621, och efter att Luleå stadsförsamling utbrutits 1667 blev församlingens namn Luleå landsförsamling. Råneå socken utbröts den 25 mars 1642, och efter utbrytningen av Överluleå socken 1831 ändrades namnet "Luleå socken" först till "Neder-Luleå socken" och efter 1909 till "Nederluleå socken".
Vid kommunreformen 1862 överfördes ansvaret för de kyrkliga frågorna till Nederluleå församling och för de borgerliga frågorna till Nederluleå landskommun. Landskommunen uppgick 1969 i Luleå stad som 1971 ombildades till Luleå kommun. Den 1 januari 1974 överfördes från Nederluleå församling till Örnäsets församling.
Den 1 januari 2016 inrättades distriktet Nederluleå, med samma omfattning som församlingen hade 1999/2000.
Socknen har tillhört fögderier, tingslag och domsagor enligt vad som beskrivs i artikeln Norrbotten. De indelta soldaterna tillhörde Norrbottens regemente. Före det tillhörde soldaterna Västerbottens regemente, det vill säga före delningen av dåtidens stora Västerbottens län som då omfattade dagens Norrbotten och Västerbotten.

## Geografi
Nederluleå socken ligger vid Luleälven omkring Luleå med Lule skärgård som omfattar öar som Sandön, Brändön, Germandön, Hindersön och Junkön. Socknen är en flack bygd vid kusten och den utbredda älvdalen. Socknen omsluter helt Luleå stad.

## Fornlämningar
Boplatser från stenåldern är funna och enstaka gravar vid järnålderns strandlinje.Fångstgropar har påträffats, liksom labyrinter i skärgården.

## Namnet
Det gamla namnet (1339 Lulu) kommer från namnet på Luleälven som i sitt förled har ett samiskt namn, lulij, 'den som bör i öster' använt för att beteckna skogssamer.
I ett brev från 1316 talas om prästen i Luleå, De Lula presbiter.
Topograf och genealog Abraham Abrahamsson Hülphers gjorde en resa genom Norrbotten 1758 och i sin reseberättelse nämnde han att i äldre handlingar användes "Lula", "Lulo" och "Lule". Hülphers skrev även att ordet "Lule" användes vid "hastigt uttal".
Namnet skrevs vid folkräkningarna 1890 och 1900 Neder-Luleå socken, och vid folkräkningen 1910 Nederluleå socken.

## Befolkningsutveckling
| Befolkningsutvecklingen i Nederluleå socken 1750–1990                                                    | Befolkningsutvecklingen i Nederluleå socken 1750–1990 | Befolkningsutvecklingen i Nederluleå socken 1750–1990 | Befolkningsutvecklingen i Nederluleå socken 1750–1990 | Befolkningsutvecklingen i Nederluleå socken 1750–1990 |
| --- | ----------------------------------------------------- | ----------------------------------------------------- | ----------------------------------------------------- | ----------------------------------------------------- |
| |                                                       |                                                       |                                                       |                                                       |
| År |                                                       |                                                       | Folkmängd                                             |                                                       |
| 1750 | 1750                                                  |                                                       | 3 187                                                 |                                                       |
| 1760 | 1760                                                  |                                                       | 3 634                                                 |                                                       |
| 1769 | 1769                                                  |                                                       | 4 230                                                 |                                                       |
| 1780 | 1780                                                  |                                                       | 4 799                                                 |                                                       |
| 1790 | 1790                                                  |                                                       | 5 591                                                 |                                                       |
| 1800 | 1800                                                  |                                                       | 7 127                                                 |                                                       |
| 1810 | 1810                                                  |                                                       | 4 413                                                 |                                                       |
| 1820 | 1820                                                  |                                                       | 4 982                                                 |                                                       |
| 1830 | 1830                                                  |                                                       | 6 025                                                 |                                                       |
| 1840 | 1840                                                  |                                                       | 6 432                                                 |                                                       |
| 1850 | 1850                                                  |                                                       | 7 453                                                 |                                                       |
| 1860 | 1860                                                  |                                                       | 8 283                                                 |                                                       |
| 1870 | 1870                                                  |                                                       | 8 702                                                 |                                                       |
| 1880 | 1880                                                  |                                                       | 10 105                                                |                                                       |
| 1890 | 1890                                                  |                                                       | 10 727                                                |                                                       |
| 1900 | 1900                                                  |                                                       | 12 166                                                |                                                       |
| 1910 | 1910                                                  |                                                       | 12 278                                                |                                                       |
| 1920 | 1920                                                  |                                                       | 12 581                                                |                                                       |
| 1930 | 1930                                                  |                                                       | 12 980                                                |                                                       |
| 1940 | 1940                                                  |                                                       | 11 020                                                |                                                       |
| 1950 | 1950                                                  |                                                       | 11 472                                                |                                                       |
| 1960 | 1960                                                  |                                                       | 12 461                                                |                                                       |
| 1970 | 1970                                                  |                                                       | 17 372                                                |                                                       |
| 1980 | 1980                                                  |                                                       | 22 960                                                |                                                       |
| 1990 | 1990                                                  |                                                       | 25 207                                                |                                                       |
| Anm: Källor: Umeå universitet - Tabellverket 1749-1859, Demografiska databasen, CEDAR, Umeå universitet. |                                                       |                                                       |                                                       |                                                       |

### Språk och etnicitet
Nedanstående siffror är tagna från SCB:s folkräkning 1900 och visar inte medborgarskap utan de som SCB ansåg vara av "finsk, svensk eller lapsk stam". Siffrorna för 1805-1820 är Tabellverkets statistik och avser endast den samiska befolkningen.
| Årtal | Svenskar | Finnar | Samer | Totalt |
| ----- | -------- | ------ | ----- | ------ |
| 1805  |          |        | 72    |        |
| 1810  |          |        | 201   |        |
| 1815  |          |        | 117   |        |
| 1820  |          |        | 137   |        |
| 1860  | 8 218    | 1      | 64    | 8 283  |
| 1870  | 8 670    | 0      | 32    | 8 702  |
| 1880  | 10 079   | 0      | 26    | 10 105 |
| 1890  | 10 687   | 30     | 10    | 10 727 |
| 1900  | 12 166   | 25     | 2     | 12 166 |